# Арктички соко
Арктички соко (Falco rusticolus) је распрострањен на арктичким обaлaма Северне Америке, Европе и Азије у тундри и стеновитим подручјима у близини воде. Заклон налази у пећинама на врховима стена; одличан је ловац, захваљујући снажним крилима и оштром виду; природних непријатеља готово да  нама; живи усамљенички, изузев у доба парења, које почиње половином априла. Храни се ситнијим сисарима, птицама, рибама. 

## Димензије
Дужина: 56 cm (женка) 
Распон крила: 120 cm (одрасла женка је знатно крупкија од одраслог мужјака – маса јој је скоро пола килограма већа него код мужјака)
маса: до 2 kg 

## Размножавање
Женка полаже 2-7 јаја; инкубација траје око 35 дана. Женка непрестано лежи - на птићима само првих десетак дана по њиховом излегању, после чега повремено напушта гнездо, да би ловила заједно са мужјаком.
Животни век: око 15 година 